# Efecto Weinstein

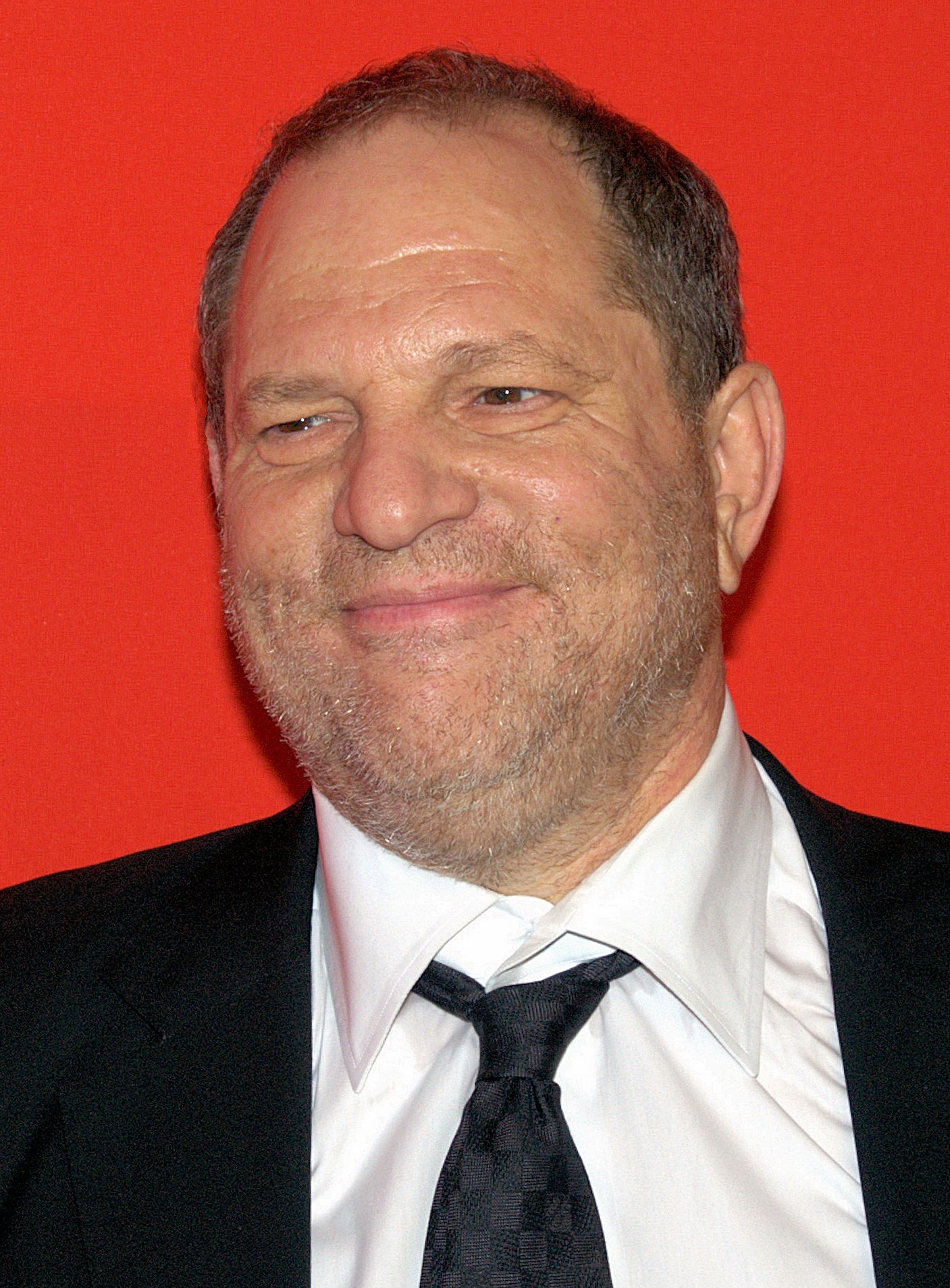
Weinstein en 2010

El efecto Weinstein hace referencia a una tendencia mundial donde las denuncias de acoso sexual y agresión sexual contra celebridades se publicitan y desencadenan respuestas de empresas e instituciones. Lleva el nombre del productor estadounidense Harvey Weinstein, y las denuncias en su contra que precipitaron un «reconocimiento nacional» inmediato contra el abuso sexual en 2017.
Compuesto por otros casos de acoso sexual a principios de año, los informes sobre Weinstein y la subsiguiente campaña de hashtag #MeToo («yo también»), que alentó a las personas a compartir sus experiencias reprimidas de conducta sexual inapropiada, crearon una serie de acusaciones en múltiples industrias que provocaron la rápida expulsión de muchos hombres en posiciones de poder tanto en los Estados Unidos como, a medida que se extendió, en todo el mundo. En la industria del entretenimiento, las acusaciones llevaron a la salida de actores y directores por igual. Más prominentemente, el actor Kevin Spacey, el comediante Louis C.K. y el cineasta Brett Ratner tuvieron proyectos cancelados después de al menos seis acusaciones cada uno. Más de 200 mujeres acusaron al cineasta James Toback de acoso sexual. En el periodismo, las acusaciones llevaron a la salida de editores, publicistas, ejecutivos y presentadores. En otras industrias, el chef John Besh y otros ejecutivos de finanzas y relaciones públicas fueron despedidos.
La campaña #MeToo se extendió a otros países e idiomas a través de las redes sociales. Las acusaciones contra múltiples políticos británicos crearon un escándalo público y llevaron a la suspensión y dimisión de tres funcionarios. En Canadá, el fundador de un festival de comedia, Gilbert Rozon, renunció, y más de una docena de personas acusaron a Éric Salvail, presentador de radio de Quebec, de conducta sexual inapropiada.
Periodistas estadounidenses en conversación con NPR escribieron sobre la serie de acusaciones pareciendo ser un punto de inflexión para el tratamiento social de la conducta sexual inapropiada, que se diferencia de los debates públicos previos sobre conducta sexual inapropiada por la confianza pública en los acusadores de celebridades, a diferencia de casos anteriores de acusadores públicamente desconocidos.

## Antecedentes
En octubre de 2017, The New York Times y The New Yorker informaron sobre décadas de demandas por conducta sexual inapropiada contra el productor cinematográfico Harvey Weinstein, que luego fue despedido de The Weinstein Company poco después. Weinstein había suprimido previamente estos casos a través de acuerdos financieros confidenciales y acuerdos de confidencialidad, como era habitual en casos de acoso sexual entre celebridades, antes de que los periodistas transmitieran la historia. Los periodistas habían provocado de manera similar y reciente la salida del comentarista político Bill O'Reilly a través de informes sobre sus acuerdos de acoso sexual. En ambos casos, la publicidad de los informes obligó a sus empleadores a eliminar a las celebridades y arrojar luz pública sobre la cultura tabú del silencio que rodea el encubrimiento de la conducta sexual inapropiada.
Los eventos que siguieron a las alegaciones contra Weinstein también fueron influenciados por casos públicos anteriores de conducta sexual inapropiada en los Estados Unidos: el testimonio de Anita Hill durante la nominación de Clarence Thomas a la Corte Suprema de 1991, las acusaciones de abuso sexual de Bill Cosby a mediados de la década de 2010 y, más prominentemente, las acusaciones de conducta sexual inapropiada de Donald Trump y grabaciones lascivas de Trump y Billy Bush. Las actitudes de los estadounidenses hacia el acoso sexual también cambiaron con la demanda de la presentadora de televisión de Fox News Gretchen Carlson contra el presidente de la cadena, Roger Ailes, que llevó a la expulsión del último y alentó a los periodistas a seguir rumores sobre la conducta de O'Reilly y Weinstein, aunque tanto O'Reilly como Ailes han negado haber actuado mal. Las acusaciones de conducta sexual inapropiada de la ingeniera de software de Uber Susan Fowler en la compañía condujeron a la salida de Travis Kalanick y Dave McClure. USA Today escribió que 2017 fue el año en que «el acoso sexual se convirtió en una ofensa causal de despido».

## Efecto

### Estados Unidos
Las acusaciones de Weinstein precipitaron un «reconocimiento nacional» inmediato contra el acoso y la agresión sexual en los Estados Unidos, que se hizo conocido como el efecto Weinstein. Hombres y mujeres transmitieron en las redes sociales historias no antes contadas o reprimidas de conducta sexual inapropiada en lugares de trabajo en múltiples industrias, lo que condujo a la rápida expulsión internacional de muchos hombres en posiciones de poder. En Twitter, la campaña del hashtag #MeToo («yo también») animó a cientos de miles de personas a compartir sus historias.

#### Industria del entretenimiento
A finales de octubre de 2017, los casos de salidas incluyeron, en la industria del entretenimiento, al cocreador de Screen Junkies Andy Signore, el director de Amazon Studios Roy Price, agente de talentos de la Agencia para las Artes Escénicas Tyler Grasham, el creador de The Loud House de Nickelodeon, Chris Savino y al director creativo de Walt Disney Animation Studios y Pixar, y asesor creativo principal de Walt Disney Imagineering, John Lasseter. El actor Kevin Spacey fue acusado de conducta sexual inapropiada o agresión sexual por más de una decena de hombres y anunció que estaba ingresando a un tratamiento no especificado; sus proyectos fueron cancelados como resultado. Los actores Jeremy Piven, Steven Seagal y Ed Westwick fueron acusados por varias mujeres, y cada uno negó los cargos. Los actores Robert Knepper, Jeffrey Tambor y el creador de Mad Men Matthew Weiner recibieron cada uno acusaciones individuales de conducta sexual inapropiada, que cada uno negó. El actor Dustin Hoffman se disculpó por una instancia acusada de acoso sexual de una menor tres décadas atrás. El comediante Louis C.K. confirmó múltiples acusaciones de conducta sexual inapropiada y se disculpó; también fue eliminado de sus proyectos. Seis mujeres acusaron al cineasta Brett Ratner de acoso sexual, cancelando su trabajo con Warner Bros. y Playboy, aunque él niega los cargos. Más de 200 mujeres acusaron al cineasta James Toback de acoso sexual. El 10 de noviembre de 2017, el exactor y modelo Scott R. Brunton le dijo a The Hollywood Reporter que George Takei lo agredió sexualmente en 1981. La escritora Jessica Teich acusó a Richard Dreyfuss de exponer sus genitales a ella e intentar obligarla a realizarle una felación; Dreyfuss negó haber agredido a nadie.

#### Periodismo
En el periodismo, muchos hombres fueron expulsados. El director editorial de Vox Media Lockhart Steele fue despedido en octubre. NBC News despidió a Mark Halperin luego de acusaciones de acoso en ABC News, y perdió el contrato de su libro. El jefe de noticias de NPR Michael Oreskes fue destituido por múltiples acusaciones entre empleadores anteriores y actuales. En las revistas, las acusaciones llevaron a la renuncia del editor de Artforum Knight Landesman, el ejecutivo de Billboard Stephen Blackwell y el editor de The New Republic Hamilton Fish. El editor de The New Republic, Leon Wieseltier, se disculpó después de múltiples acusaciones y fue retirado de la plantilla de The Atlantic, y perdió fondos para su próximo emprendimiento en una revista. El fotógrafo de moda Terry Richardson fue prohibido por Condé Nast Publications.

#### Política
La locutora de noticias de radio Leeann Tweeden acusó al senador Al Franken de Minnesota de besarla por la fuerza en 2006 y dijo que una foto lo mostraba mientras la manoseaba mientras dormía; Franken emitió una disculpa. Otra mujer acusó a Franken de tocarla inapropiadamente en 2010 cuando estaba tomando una foto con él en la Feria Estatal de Minnesota. Ocho mujeres acusaron a Roy Moore, candidato en las elecciones al Senado por Alabama, de conducta sexual inapropiada y abuso sexual, incluyendo salir en citas con menores de edad cuando era un adulto. Seis mujeres acusaron al expresidente de los Estados Unidos George H. W. Bush de tocarles las nalgas sin su consentimiento.

#### Otros
Fuera del entretenimiento y la publicación, el director ejecutivo de Webster Public Relations, Kirt Webster, y el chef John Besh fueron separados de sus compañías; Besh después de las acusaciones de 25 mujeres. Dos ejecutivos fueron expulsados de Fidelity Investments. Casos locales también se desencadenaron contra un publicista de la industria musical en Nashville y varios profesores de la Universidad de Dartmouth. El 13 de marzo de 2018, The New York Times detalló las denuncias de cinco mujeres que el premiado arquitecto Richard Meier, había acosado y/o agredido sexualmente. Meier respondió diciendo que se tomaría una licencia de seis meses de su empresa.

### Internacional
El efecto Weinstein también alcanzó escala internacional. En Europa, las acusaciones de mala conducta sexual contra múltiples políticos británicos se convirtieron en un escándalo público que involucró a docenas de mujeres acusadoras a lo largo de décadas y partidos políticos. Esto condujo a la suspensión del miembro del parlamento Mark Garnier y las renuncias del secretario de Defensa Michael Fallon y el ministro galés Carl Sargeant. La campaña #MeToo se convirtió en #BalanceTonPorc («Expon a tu cerdo») en Francia y #QuellaVoltaChe («Aquella vez que») en Italia. En Canadá, las acusaciones contra el fundador del festival de comedia Just for Laughs, Gilbert Rozon, condujeron a su renuncia, y 15 acusaron al presentador de radio de Quebec, Éric Salvail, de conducta sexual inapropiada. Inspirada en la campaña #MeToo, la cantante y expolítica sudafricana Jennifer Ferguson acusó públicamente al presidente de la Asociación de Fútbol de Sudáfrica, Danny Jordaan, de violación dos décadas antes.
En España, una veintena de mujeres denunciaron al tenor Plácido Domingo por acoso sexual.

## Análisis
Periodistas estadounidenses en conversación con NPR escribieron sobre la serie de acusaciones como un punto de inflexión para el tratamiento social de la conducta sexual inapropiada. Ellos distinguieron el momento de los debates públicos previos de conducta sexual inapropiada por la confianza pública en los acusadores, que en este caso eran celebridades familiares para el público, en lugar de los acusadores en casos anteriores, en los que los acusadores eran desconocidos y se hicieron famosos por su testimonio. Las redes sociales también proporcionaron una plataforma para que las mujeres compartieran sus experiencias y aliento a una escala que no había existido durante los debates públicos anteriores. El estado de California está considerando legislar para prohibir los acuerdos secretos de acoso sexual.
USA Today expresó sus dudas de que la tendencia de la opinión pública se mantenga, citando casos abiertos y públicos anteriores sin una retribución consecuente: R. Kelly, Bill Cosby y Donald Trump.